# Быков, Алексей Прокопьевич
Алексей Прокопьевич Быков (1922—1995) — боец взвода разведки 1-го отдельного стрелкового батальона 69-й морской стрелковой бригады, старшина 2-й статьи.

## Биография
Родился 18 февраля 1922 года в деревне Выдумка ныне Вагайского района Тюменской области в семье служащего. Русский. Образование среднее. Был счетоводом в колхозе.
Член ВКП(б)/КПСС с 1943 года.
В Красной Армии с 1941 года. На фронте в Великую Отечественную войну с декабря 1941 года.
Стрелок взвода разведки 1-го отдельного стрелкового батальона (69-я морская стрелковая бригада, 7-я армия, Карельский фронт) старший краснофлотец Алексей Быков с группой разведчиков 13 июля 1944 года, действуя впереди наступающих стрелковых подразделений, захватили населённый пункт Сувилахти и железнодорожную станцию «Суоярви» (Карелия), удержав их до подхода батальона.
За мужество и отвагу, проявленные в боях, 30 июля 1944 года старший краснофлотец Быков Алексей Прокопьевич награждён орденом Славы 3-й степени (№ 76214).
22 октября 1944 года старшина 2-й статьи А. П. Быков в составе разведывательной группы 1-го отдельного стрелкового батальона (69-я морская стрелковая бригада, 14-я армия, Карельский фронт) в районе посёлка городского типа Никель Печенгского района Мурманской области первым ворвался на обороняемую высоту, и уничтожил вражеский пулемёт вместе с расчётом.
За мужество и отвагу, проявленные в боях, 30 января 1945 года старшина 2-й статьи Быков Алексей Прокопьевич награждён орденом Славы 2-й степени (№ 3724).
Старшина 2-й статьи Алексей Быков в составе 1-го отдельного стрелкового батальона (69-я морская стрелковая бригада, 1-я гвардейская армия, 4-й Украинский фронт) в ходе боевых действий в районе чехословацкого города Моравска-Острава (ныне Острава, Чехия), в период с 12 марта по 30 апреля 1945 года руководил подготовкой снайперов, которые уничтожили двенадцать вражеских снайперов и семь огневых точек противника. А. П. Быков одним из первых ворвался в город Моравска-Острава, увлекая за собой боевых товарищей.
Указом Президиума Верховного Совета СССР от 15 мая 1946 года за образцовое выполнение заданий командования в боях с немецко-фашистскими захватчиками старшина 2-й статьи Быков Алексей Прокопьевич награждён орденом Славы 1-й степени (№ 509), став полным кавалером ордена Славы.
После войны бывший фронтовой разведчик служил в Министерстве внутренних дел. С 1982 года подполковник внутренней службы А. П. Быков — в запасе.
Жил в городе Новокузнецк Кемеровской области. До ухода на заслуженный отдых работал старшим инженером отряда военизированной охраны. Скончался 6 июня 1995 года. Похоронен в Новокузнецке.

## Награды и звания
- Награждён орденами Отечественной войны 1-й степени, Славы 1-й, 2-й и 3-й степени, медалями.
- Решением Новокузнецкого городского Совета народных депутатов от 28.04.2015 г., присвоено звание «Почетный гражданин города Новокузнецка»[1].

## Память
В мае 2010 года в Новокузнецке, на здании городской прокуратуры, в память о ветеране установлена мемориальная доска.